# Chromodoris burni
Chromodoris burni is een slakkensoort uit de familie van de Chromodorididae. De wetenschappelijke naam van de soort is voor het eerst geldig gepubliceerd in 1982 door Rudman.